# 24. Waffen-Gebirgs-Division der SS
La 24. Waffen-Gebirgs-Division der SS "Karstjäger" era un'unità delle Waffen-SS composta da truppe da montagna e prevalentemente da Volksdeutsche, appartenenti alle comunità di etnia tedesca che erano rimaste fuori dai confini dell'Impero dopo la sua formazione nel 1871, in questo caso (etnici tedeschi/austriaci) dalla Jugoslavia e dalla provincia italiana dell'Alto Adige e da volontari italiani e sloveni.
Fu costituita il 1º agosto 1944 rinominando il Karstwehr-Bataillon (Battaglione sbarramento carsico) e fu impiegata prevalentemente nel nord dell'Italia (Friuli-Venezia Giulia) nella lotta contro i partigiani. La divisione si arrese agli americani il 10 maggio 1945.

## Costituzione
Il 10 luglio 1942 il comando delle SS (SS-Führungshauptamt) impartì l'ordine di costituire un battaglione di difesa del Carso che il 15 novembre dello stesso anno venne chiamato SS-Karstwehr-Bataillon. La formazione e l'addestramento ebbero luogo nella località di Pottenstein in Baviera. Venne distaccata una compagnia da Dachau che costituì il primo nucleo del nuovo battaglione che venne assegnato al comando delle SS in Italia per l'impiego nella lotta contro i partigiani nelle aree del Friuli-Venezia Giulia.
Il 1º agosto 1944 divenne una divisione composta prevalentemente da volontari triestini o dell'altopiano carsico; da qui il nome SS-Karstwehr-Bataillon (Karst = Carso). A fianco a questi vi era un piccolo nucleo di cosiddetti Reichsdeutsche (in particolare austriaci) e di Volksdeutsche di età diversa. Completavano l'organico alcuni soldati croati, serbi e ucraini.
Il 5 dicembre 1944, a causa della mancanza di personale specializzato, venne rinominata "Waffen-Gebirgs-(Karstjäger-)Brigade" ma il 10 febbraio 1945 tornò a riacquistare il rango di divisione con il nome di 24. Waffen-Gebirgs-(Karstjäger-)Division der SS.

## Denominazione
- SS-Karstwehr-Bataillon (1942 - agosto 1944)
- 24. Waffen-Gebirgs-Division der SS "Karstjäger" (agosto 1944 - 5 dicembre 1944)
- Waffen-Gebirgs-(Karstjäger-)Brigade (6 dicembre 1944 – 10 febbraio 1945)
- 24. Waffen-Gebirgs-(Karstjäger-)Division der SS (11 febbraio 1945 - maggio 1945)

## Suddivisione
- Waffen-Gebirgs-(Karstjäger-)Regiment der SS 59
- Waffen-Gebirgs-(Karstjäger-)Regiment der SS 60
- Waffen-Gebirgs-Artillerie-Regiment 24
- SS-Panzerkompanie
- SS-Gebirgsbatterie
- SS-Gebirgs-Sanitäts-Kompanie 24
- SS-Gebirgs-Nachrichten-Kompanie 24
- SS-Gebirgs-Pionier-Kompanie 24

## Organico
- Giugno 1942: 1.831 uomini
- Giugno 1944: 3.000 uomini
- Febbraio 1945: 5.563 uomini

## Crimini di guerra
Da studi e fonti italo-tedesche risulta che la 24. Waffen-Gebirgs-(Karstjäger-)Division der SS fu responsabile di 24 crimini di guerra che hanno provocato la morte di 327 persone in Italia tra l'armistizio di Cassibile e la fine della seconda guerra mondiale.

I più gravi di questi omicidi furono:
- l'eccidio di Bretto (oggi Strmec nell'alta valle dell'isonzo in Slovenia), commesso l'11 ottobre 1943 per rappresaglia a danno di 16 vittime[4];
- gli omicidi delle Fosse del Natisone, commessi a più riprese  nella caserma Principe di Piemonte, ubicata in via Udine a Cividale, dove furono assassinate in tutto 113 persone, tra cui il più grave fu l'eccidio delle Fosse del Natisone, dove si constatarono 66 vittime [5];
- l'uccisione di 27 persone nella frazione di Malga Pramosio presso Paluzza il 21 luglio 1944 per rappresaglia ad attacchi di partigiani;
- l'uccisione di 33 persone nel villaggio di Torlano vicino a Nimis il 25 agosto 1944 come rappresaglia per attacchi partigiani;
- l'uccisione di 21 ostaggi maschi tra i comuni di Terzo di Aquileia e Cervignano del Friuli avvenute tra il 28 e il 29 aprile 1945, in rappresaglia per attentati partigiani;
- la strage di 51 persone nel villaggio di Avasinis presso Trasaghis il 2 maggio 1945[6].